# Championnats d'Europe d'aviron 1955 (Bucarest)
Pour les compétitions masculines, voir Championnats d'Europe d'aviron 1955 (Gand).
 (mars 2024).
Si vous disposez d'ouvrages ou d'articles de référence ou si vous connaissez des sites web de qualité traitant du thème abordé ici, merci de compléter l'article en donnant les références utiles à sa vérifiabilité et en les liant à la section « Notes et références ».
Navigation
Édition précédente Édition suivante
Les premiers championnats d'Europe d'aviron 1955, quarante-cinquième édition des championnats d'Europe d'aviron, ont eu lieu du 4 au 7 août 1955 à Bucarest, en Roumanie. Il n'y a eu que des compétitions féminines. Les compétitions masculines ont eu lieu en Belgique, à Gand, un peu plus tard dans le mois.

## Médaillées
| Épreuves                           | Or | Or           | Argent | Argent       | Bronze | Bronze       |
| ---------------------------------- | --- | ------------ | --- | ------------ | --- | ------------ |
| Skiff W1x                          | Union soviétique Roza Chumakova | 3 min 40 s 1 | Autriche Eva Sika | 3 min 40 s 9 | Hongrie Kornélia Pap | 3 min 44 s 6 |
| Deux avec barreur W2x              | Union soviétique Nina Opalenko Ekaterina Semlyanskaya | 3 min 48 s 4 | Roumanie Elisabeta Gyorgy Edith Schwartz | 3 min 51 s 9 | Tchécoslovaquie Svetla Bartakova Hana Musilova | 3 min 53 s 4 |
| Quatre avec barreur W4+            | Union soviétique Olimpiada Mikhaylova Galina Putyrskaya Lyudmila Blasko Natalya Morozova Vera Savrimovich (barreuse)                                                                | 3 min 39 s 5 | Roumanie Etelca Laub Elsa Oxenfeld Ecaterina Erdos Elisabeta Kormos Stefania Gurau (barreuse)                                                               | 3 min 47 s 7 | Tchécoslovaquie Anna Javurkova Eva Jindrova Marta Brozova Julia Sucha Beluse Koluchova (barreuse)                                                             | 3 min 48 s 2 |
| Quatre de couple avec barreur W4x+ | Union soviétique Yevgenia Tserbakova Lidiya Zontova Galina Kopilova Lyubov Danilova Viktoriya Dobrodeeva (barreuse)                                                                 | 3 min 34 s 5 | Roumanie Stela Stanciu Florica Bruteanu Maria Bucur-Maimon Maria Laub Stefania Gurau (barreuse)                                                             | 3 min 42 s 6 | Hongrie Andrasne Solyom Istvanne Granek Jozsefne Rasko Ida Orodan Ilona Skotniczky (barreuse)                                                                 | 3 min 43 s 5 |
| Huit W8+                           | Union soviétique Lyudmila Matveyeva Vera Taranda Alexandra Afonykina Vera Mikhaylova Nina Korobkova Zinaida Korotova Zinaida Trofimova Tamara Stolyarova Maria Fomicheva (barreuse) | 3 min 17 s 8 | Roumanie Felicia Urziceanu Marta Kardos Sonia Bulugioiu Rita Schob Iuliana Toganel Ghizela Rostas Emilia Rigard Lucia Dumitrescu Angela Codreanu (barreuse) | 3 min 24 s 0 | Hongrie Rozsa Albert Jenöne Sarközi Margit Horvath Imrene Kemeny Janosne Sprinzl Janosne Szöke Gyözöne Lukachich Istvanne Hambalgo Antalne Benedek (barreuse) | 3 min 35 s 2 |